# Adolf-Pichler-Hütte

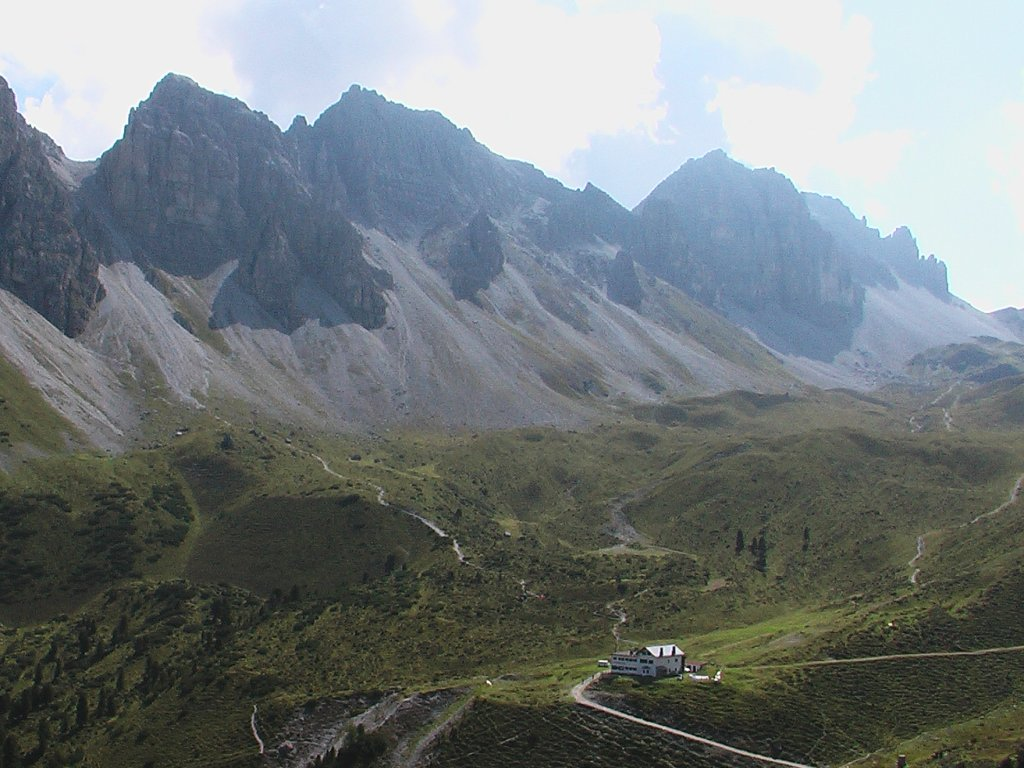
Die Hütte vor den Kalkkögeln

Die Adolf-Pichler-Hütte ist eine Schutzhütte des Akademischen Alpenklubs Innsbruck (AAKI); sie liegt auf 1977 m ü. A. Höhe im oberen Senderstal westlich unterhalb der Kalkkögel in den Stubaier Alpen.

## Geschichte
Erbaut wurde die Hütte vom Akademischen Alpenklub Innsbruck in den Jahren 1903 und 1904, benannt wurde sie nach dem Tiroler Schriftsteller und Geologen Adolf Pichler.

## Zustieg
Vom Parkplatz der Kemater Alm (1673 m ü. A.) dauert der Anstieg etwa eine Stunde. Von Grinzens (928 m ü. A.) beträgt die Gehzeit drei Stunden.

## Übergänge
- Über den Hoadl zur Axamer Lizum, 1,5 Stunden
- Starkenburger Hütte über das Seejöchl, 2 Stunden
- Potsdamer Hütte, 3,5 Stunden
- Franz-Senn-Hütte über das Sendersjöchl, 6 Stunden
- Über die Alpenklubscharte zur Schlickeralm, 2,5 Stunden

## Bergtouren
- Sonntagsköpfl (2096 m), 30 Minuten Gehzeit
- Kleine Ochsenwand (2553 m), 1 Stunde 45 Minuten Gehzeit
- Hoadl (2340 m) 1 Stunde 45 Minuten Gehzeit
- Steingrubenkogel (2633 m), 2 Stunden 30 Minuten Gehzeit
- Hochtennspitze (2549 m), 2 Stunden 30 Minuten Gehzeit
- Gamskogel (2659 m), 2 Stunden 45 Minuten Gehzeit
- Ampferstein (2556 m), 3 Stunden Gehzeit
- Marchreisenspitze (2620 m), 3 Stunden Gehzeit
- Malgrubenspitze (2571 m), 3 Stunden Gehzeit
- Große Ochsenwand (2700 m), 3 Stunden Gehzeit
- Schlicker Seespitze (2804 m), 3 Stunden 15 Minuten Gehzeit
- Riepenwand (2770 m), 3 Stunden 30 Minuten Gehzeit